# Bataille de Limonest
Sixième Coalition
Batailles
Campagne de Russie (1812)
- Liste des batailles
- Mir
- Moguilev
- Ostrovno
- Vitebsk
- Kliastitsy
- Smolensk
- 1re Polotsk
- Valoutina Gora
- Moskova
- Moscou
- Winkowo
- 2e Polotsk
- Maloïaroslavets
- Gorodnia
- Czaśniki
- Viazma
- Smoliani
- Krasnoï
- Bérézina

Campagne d'Allemagne (1813)
- Dantzig
- Lunebourg
- Möckern
- Lützen
- Bautzen
- Reichenbach
- Haynau
- Luckau
- Hoyerswerda
- Lauenbourg
- Goldberg
- Gross Beeren
- Katzbach
- Dresde
- Kulm
- Dennewitz
- Peterswalde
- Liebertwolkwitz
- Leipzig
- Hanau
- Sehested
- Torgau
- Hambourg

Campagne de France (1814)
- Sainte-Croix-en-Plaine
- Besançon
- Mayence
- Metz
- Saint-Avold
- 1re Saint-Dizier
- Brienne
- La Rothière
- Campagne des Six-Jours (Champaubert
- Montmirail
- Château-Thierry
- Vauchamps)
- Mormant
- Montereau
- Bar-sur-Aube
- Saint-Julien
- Laubressel
- Berry-au-Bac
- Craonne
- Coutures
- Laon
- Soissons
- Mâcon
- Reims
- Saint-Georges-de-Reneins
- Limonest
- Arcis-sur-Aube
- Fère-Champenoise
- 2e Saint-Dizier
- Meaux
- Claye
- Villeparisis
- Paris

- Feistritz
- Caldiero (en)
- Trieste
- Mincio

- Hoogstraten (de)
- Anvers
- Berg-op-Zoom
- Courtrai

La bataille de Limonest, parfois appelée bataille de Lyon, est une des batailles de la campagne de France, liée à la Sixième Coalition, qui se déroule le 20 mars 1814.

## Préambule
À la suite de la défaite de Leipzig et du repli des troupes françaises, le conflit se déplace désormais sur le territoire français. Le 31 décembre 1813, les forces alliées traversent le Rhin à Mannheim, débutant ainsi leur déploiement massif sur la France.
Le 21 décembre 1813, l'armée coalisée de Bohême, commandée par le feldmarschall autrichien Schwartzenberg, viole la neutralité de la Suisse et envahit la France par le Jura, avec 6 colonnes, dont une, de 12 000 hommes, commandée par le général autrichien Bubna. La colonne de Bubna, passe par Bâle, Fribourg, Lausanne et Genève et franchie la frontière française à Gex, le 29 décembre 1813, qui est évacuée par les 1 500 soldats français de garnison. Face à cette armée d'invasion, se trouve l'armée de Lyon commandée par le maréchal Augereau qui a pour but de créer une diversion venant du sud, de diviser et de couper les lignes de communications des coalisés. L'armée de Lyon est alors composée de 4 divisions d'infanterie et d'une division de cavalerie.
Alors que Napoléon combat en Champagne contre les armées coalisées, il charge le maréchal Augereau  de prendre le commandement du corps d'armée posté à Lyon pour de créer une diversion venant du sud, et diviser ainsi les forces alliées.
À cet effet, Augereau attend pour l'Armée de Lyon des renforts venant de l'armée de Catalogne dont la division Pannetier (brigades Gudin et Estève) forte de 6 régiments (1er et 23e légers et 7e, 16e, 20e et 67e de ligne et le corps de cavalerie Digeon (13e régiment de cuirassiers, 4e et 12e régiments de hussards), ainsi que d'autres unités viennent du sud comme la division de réserve de Nîmes, du général Ménard et des unités de Toulon. Les renforts rejoignent du 10 au 23 février.
Le 17 février 1814, l'Armée de Lyon, prend l'offensive. La division Marchand reprend Les Échelles le 25 février. Les divisions Musnier et Pannetier devaient se trouver à Nyon, le 3 mars, en passant par Villefranche-sur-Saône, Mâcon, Lons-le-Saunier, Poligny et Morez pour investir Genève par le nord. La division Bardet devait franchir le Rhône à Seyssel ou Bellegarde s'emparer du Fort l'Écluse et se joindre aux troupes de Marchand et investir Genève par l'est et le sud.

Le 1er mars, la division Bardet franchit le Rhône à Bellegarde et s'empare du Fort l'Écluse, dont la garnison de 200 hommes est faite prisonnière.

Le 23 février division Marchand ayant repris Chambéry, pousse les Autrichiens sur Aix qui refluent sur Rumilly et sont défaits sur le Fier.

Afin de protéger leurs lignes d'approvisionnement, les alliés, envoient des troupes Autrichiennes, fortes d'environ 56 000 hommes, qui envahissent une grande partie de la Bourgogne par la vallée de la Saône.

Le 1er mars 1814, les deux armées se trouvent face à face à Saint-Julien-en-Genevois.
Le 4 mars, la nouvelle « Armée du Sud » autrichienne du général Frédéric Bianchi, forte de 40 000 hommes, fait son apparition sur le théâtre de la bataille en atteignant Chalon-sur-Saône avec ses colonnes avancées. Une deuxième colonne commandée par le général Maximilian von Wimpffen attaque Poligny tandis qu'une troisième colonne commandée par le prince Philippe de Hesse-Homburg occupe Dole et reprennent Mâcon, Genève, la Savoie et l'Ain avec comme objectif la prise de Lyon.
 
Le 5 mars, le maréchal Augereau en infériorité numérique, renonce à tous ses gains territoriaux et ordonner le repli et le redéploiement des troupes dans la vallée de la Saône.
Le 11 mars, la division Musnier marche sur Mâcon et attaque la ville. Défendue par des Autrichiens supérieurs en nombre, la division Française est contrainte de faire retraite sur Belleville avant de rejoindre Marlieux, Chalamont, Miribel et Caluire pour protéger l'est de Lyon.
Le 18 mars, lors de la bataille de Saint Georges-de-Reneins, les troupes françaises en infériorité numérique doivent de nouveau se retirer et rejoignent Limonest par Limas et les Chères tandis que les Autrichiens occupent Ouilly, au nord de Villefranche,.

## La Bataille
Le 20 mars, le front autrichien s'étend de La Tour-de-Salvagny à Anse avec environ 56 000 combattants.
 L'armée de Lyon est disposée de Couzon à Tassin par Limonest et compte 16 800 combattants. Elle s'est renforcée par l'arrivée les 18 et 19 mars de la division Beurmann venant de Catalogne. La division Musnier (brigades Passelac, et Ordonneau) occupe la ligne des hauteurs entre Couzon, Limonest et le ruisseau le Semonet. Au centre la division Pannetier défend le plateau de Dardilly : la brigade Gudin est sur la colline du Paillet, la brigade Estève occupe Dardilly et le contrefort au-dessus du ruisseau des Planches. Le 13e régiment de cuirassiers et le 4e régiment de hussards sont en 2e ligne. À l'aile gauche la division Digeon avec les troupes arrivées d'Espagne est sur le plateau d'Écully et le 12e régiment de hussards surveille la route de Moulins.
À la suite d'une préparation d'artillerie, les Autrichiens lancent une offensive contre la brigade Estève, sur le plateau de Dardilly où les affrontements sont particulièrement violents.

À Limonest, les engagements sont moins intenses, car une brigade ennemie est en train de contourner le massif des Monts-d'Or, de prendre Couzon et Saint-Romain et de s'infiltrer sur les hauteurs du massif.

Le général Musnier, commandant l'aile droite et craignant d'être encerclé, ordonne un repli prématuré sur Vaise. Les brigades Gudin et Estève doivent alors se retirer sur Écully et La Duchère.

Entre-temps, l'aile gauche française progresse vers Charbonnières, mais face au risque d'être encerclée, elle se replie tout en résistant farouchement. Aux alentours de 15 heures, la situation devient critique pour les divisions qui se sont repliées sur Vaise. Augereau dépêche la brigade Estève en soutien à Digeon sur l'aile gauche. La division Musnier et la brigade Gudin lancent une contre-attaque à La Duchère et à Rochecardon, résistant jusqu'à la tombée de la nuit. Pendant ce temps, à l'aile droite, Digeon, attaqué sur trois côtés, doit battre en retraite. Afin de couvrir cette retraite, le 13e régiment de cuirassiers et le 12e régiment de hussards lancent une charge le long des routes depuis la Demi-Lune, s'emparent de canons et capturent des prisonniers.

Entre-temps, les forces françaises en Bresse ont aussi été contraintes de se replier sur Lyon. La ville est sur le point d'être encerclée. Les autorités de Lyon ne souhaitent pas endurer un siège et jugent toute résistance inutile. Pendant la nuit, l'armée d'Augereau se retire méthodiquement vers le sud, en direction de Vienne puis de Valence.
Le 21 mars, les autorités municipales lyonnaises (le maire André d'Albon et le préfet Pierre-Marie Taillepied de Bondy) remettent les clés de la ville aux Autrichiens, qui font leur entrée aux alentours de 11 heures.
Le 8 avril parvient la nouvelle de la reddition de Paris, alors que les Autrichiens menacent Romans et Grenoble. Le maréchal Augereau signe alors le 12 avril une suspension des hostilités. 
Le 15 avril il est officiellement informé de l'abdication de Napoléon : le maréchal signe alors le 16 avril une proclamation de ralliement à Louis XVIII, que le maire de Lyon André d'Albon accueille avec satisfaction.

## Décoration
- LYON 1814 est inscrit sur le drapeau des régiments cités lors de cette bataille.